# Перренат бария
Перренат бария — неорганическое соединение, 
соль бария и рениевой кислоты
с формулой Ba(ReO4)2,
бесцветные (белые) кристаллы,
образует кристаллогидраты.

## Получение
- К водному раствору рениевой кислоты добавляют гидроксид бария:

{\displaystyle {\mathsf {2HReO_{4}+Ba(OH)_{2}\ {\xrightarrow {}}\ Ba(ReO_{4})_{2}+2H_{2}O}}}

## Физические свойства
Перренат бария образует бесцветные (белые) кристаллы.
Растворяется в воде,
слабо растворяется в метаноле и этаноле.
Из водных растворов образуются кристаллогидраты состава Ba(ReO4)2•2H2O

и Ba(ReO4)2•4H2O
, которые теряют воду при нагревании до 120°С в вакууме
.
Кристаллогидрат Ba(ReO4)2•4H2O образует кристаллы
моноклинной сингонии,
пространственная группа P 21/n,
параметры ячейки a = 0,7376 нм, b = 1,2452 нм, c = 1,2173 нм, β = 90,04°, Z = 4.

## Химические свойства
- В процессе сплавления реагирует с карбонатом бария с образованием ортоперрената бария, что является способом получения данного соединения:

{\displaystyle {\mathsf {Ba(ReO_{4})_{2}+4BaCO_{3}\ {\xrightarrow {1000^{o}C}}\ Ba_{5}(ReO_{6})_{2}+4CO_{2}\uparrow }}}